# Liste von Persönlichkeiten der Stadt Ravensburg
Die folgenden Personen wurden in Ravensburg geboren oder haben dort gewirkt. Ob sie ihren späteren Wirkungskreis in Ravensburg hatten, ist in dieser Aufstellung nicht berücksichtigt.

## Ehrenbürger
Die Stadt Ravensburg hat folgenden Personen das Ehrenbürgerrecht verliehen (chronologisch sortiert nach Verleihung):
- 1875: Raimund Heh (1809–1891), Realschullehrer und Rektor
- 1877: Joseph Ruetz (1802–1879), Pfarrer
- 1884: Karl Stempfle (1817–1885), Stadtpfarrer und Dekan
- 1897: Julius Spohn (1841–1919), Fabrikant und Kommerzienrat
- 1905: Joachim Gans Edler Herr zu Putlitz (1860–1922), Intendant des Stuttgarter Hoftheaters
- 1934: Georg Spohn (1870–1948), Fabrikant
- 1950: Richard Spohn (1880–1959), Fabrikant
- 1957: Karl Erb (1877–1958), Kammersänger
- 1966: Albert Sauer (1902–1981), Oberbürgermeister
- 1970: Alfons Dreher (1896–1980), Stadtarchivar
- 1970: Karl Spohn (1887–1983), Fabrikant
- 1987: Karl Wäschle (1922–2014), Oberbürgermeister
- 2010: Hermann Vogler (* 1944), Oberbürgermeister[2]
- 2015: Hans Georg Kraus (* 1949), Erster Bürgermeister[3]

Die Ehrenbürger der früheren Gemeinden Eschach und Taldorf werden ebenfalls in der Ehrenbürgerliste der Stadt Ravensburg geführt:
- Gebhard Fugel (1863–1939), Maler (Taldorf)
- Otto Timme (1891–1979), Pfarrer (Eschach)
- Josef Strobel (1901–1967), Bürgermeister (Taldorf)
- Bernhard Kessler (1911–1973), Pinselmachermeister (Eschach)
- Erwin Munz (1902–2001), Rektor (Eschach)

Träger der Ehrenmedaille der Stadt Ravensburg sind:
- Karl Konradin Lang (1911–2003), Chefarzt des Sonderlazaretts Klösterle in Ravensburg (1998)[5]
- Reinhold Nonnenbroich († 1999), Apotheker und Gründer des Wirtschaftsforums
- Otto Julius Maier (* 1930), Verleger und IHK-Funktionär
- Albrecht Krauss, langjähriger Vorsitzender der Rutenfestkommission
- Helmut Winter, ehemaliger Direktor der Berufsakademie Ravensburg
- Pinchas Erlanger (1926–2007), Aktivist für die deutsch-israelische Freundschaft
- Karl Heinz Hänssler, ehemaliger Rektor der DHBW Ravensburg
- Barbara Missalek, Gründerin der Amnesty-International-Ortsgruppe und ehrenamtliche Flüchtlings- und Asylbewerberhelferin[6]

Zu den Trägern der Verdienstmedaille der Ortschaft Taldorf siehe Artikel Taldorf.

## In Ravensburg geborene Personen
| Name                                            | Geburtsjahr          | Sterbejahr | Beschreibung                                                                                                   |
| ----------------------------------------------- | -------------------- | ---------- | --- |
| Gregor Amann                                    | 1962                 |            | Bundestagsabgeordneter (SPD), Wahlkreis Frankfurt am Main I (2005–2009)                                        |
| Kofi Ansuhenne                                  | 1973                 |            | Boy-Group-Sänger (Bed & Breakfast)                                                                             |
| Claus Arnold                                    | 1965                 |            | katholischer Theologe und Kirchenhistoriker                                                                    |
| Walter Ast                                      | 1884                 | 1976       | Maler, Zeichner, Grafiker und Kunsterzieher                                                                    |
| Johannes Atrocianus                             | um 1500              | 16. Jh.    | Humanist, tätig in Basel                                                                                       |
| Otto Bauer                                      | 1888                 | 1944       | Jurist im Generalgouvernement                                                                                  |
| Bernhard Bauknecht                              | 1900                 | 1985       | Politiker und Bauernfunktionär                                                                                 |
| Wilhelm Bäumer                                  | 1829                 | 1895       | Architekt und Professor                                                                                        |
| Franz Joachim Beich                             | 1665                 | 1748       | bayerischer Hofmaler                                                                                           |
| Patrick Billian                                 | 1972                 |            | Radrennfahrer                                                                                                  |
| Gerhard Birkhofer                               | 1947                 |            | Bildhauer, Maler und Designer                                                                                  |
| Thomas Blank                                    | 1980                 |            | Althistoriker                                                                                                  |
| Patrick von Blume                               | 1969                 |            | Schauspieler, Musiker und Sänger                                                                               |
| Maria Barbara Böhm                              | 1763                 | 1810       | Schuhfabrikantin                                                                                               |
| Rainer Böhm                                     | 1977                 |            | Jazzmusiker |
| Johann David Börner                             | 1762                 | 1829       | französischer General zur Zeit der Napoleonischen Kriege                                                       |
| Albert Bouley                                   | 1949                 | 2013       | Koch |
| Volkmar Braun                                   | 1938                 |            | Mikrobiologe und Molekularbiologe                                                                              |
| Wilhelm Braun                                   | 1887                 | 1971       | Bürgermeister in Weingarten, Abgeordneter der Beratenden Landesversammlung des Landes Württemberg-Hohenzollern |
| Jürgen Bretzinger                               | 1954                 |            | Film- und Fernsehregisseur                                                                                     |
| Emanuel Buchmann                                | 1992                 |            | Radrennfahrer                                                                                                  |
| Hans Buchner                                    | 1483                 | 1538       | Organist und Komponist                                                                                         |
| Bernd Bubeck                                    | 1949                 |            | Nuklearmediziner und Hochschullehrer                                                                           |
| Angelika Buck                                   | 1950                 |            | Europameisterin im Eistanzen                                                                                   |
| Thomas Martin Buck                              | 1961                 |            | Historiker |
| Johannes Bumüller                               | 1873                 | 1936       | katholischer Priester, Dorfpfarrer und Anthropologe                                                            |
| Kai Diekmann                                    | 1964                 |            | Journalist, Berater und ehem. Chefredakteur der Bild-Zeitung                                                   |
| Alexander Dietrich                              | 1983                 |            | Ingenieur und Robotiker                                                                                        |
| Stefanie Dimmeler                               | 1967                 |            | Biologin, Leibniz-Preisträgerin                                                                                |
| Draginja Dorpat                                 | 1931                 |            | Schriftstellerin                                                                                               |
| Alfons Dreher                                   | 1896                 | 1980       | Stadtarchivar                                                                                                  |
| Carl Theodor Eben                               | 1836                 | 1909       | Redakteur, Übersetzer und Schriftsteller in den USA                                                            |
| Johann Georg Eben                               | 1795                 | 1838       | Beamter und Archivar                                                                                           |
| Rainer Eberle                                   | 1954                 |            | Volkswirt und Diplomat                                                                                         |
| Joachim Egellius                                | um 1495              | um 1545    | Arzt in Ravensburg; auch Eckolt, Egel u. a.                                                                    |
| Johannes Ehrat                                  | 1952                 |            | Jesuit und Sozialwissenschaftler                                                                               |
| Gertrud Ehrle                                   | 1897                 | 1985       | Psychologin und Ehrenpräsidentin des Katholischen Deutschen Frauenbunds                                        |
| Barbara Ehrmann                                 | 1962                 |            | Künstlerin |
| Hansjörg Eichler                                | 1916                 | 1992       | Botaniker in Australien                                                                                        |
| Wolfdietrich Eichler                            | 1912                 | 1994       | Zoologe und Parasitologe, Hochschullehrer                                                                      |
| Anselm Erb                                      | 1688                 | 1767       | Abt der Reichsabtei Ottobeuren                                                                                 |
| Karl Erb                                        | 1877                 | 1958       | Opernsänger (Tenor)                                                                                            |
| Karl Ludwig Erb                                 | 1893                 | 1978       | Geologe |
| Pinchas Erlanger                                | 1926                 | 2007       | Verfolgter im Nationalsozialismus, Aktivist für die deutsch-israelische Freundschaft                           |
| Stefan Fellner                                  | 1986                 |            | Eishockeyspieler                                                                                               |
| Susanne Fellner                                 | 1985                 |            | Eishockeyspielerin                                                                                             |
| Wolfram Frommlet                                | 1945                 |            | Autor, Journalist und Dramaturg                                                                                |
| Gebhard Fugel                                   | 1863                 | 1939       | Maler |
| Arthur Gatter                                   | 1940                 | 1990       | Serienmörder                                                                                                   |
| Konrad Ferdinand Geist von Wildegg              | 1662                 | 1722       | Weihbischof Bistum Konstanz                                                                                    |
| Elisabeth Gerdts-Rupp                           | 1888                 | 1972       | Ethnologin und Schriftstellerin                                                                                |
| Andreas Gestrich                                | 1952                 |            | Historiker und Leiter des Deutschen Historischen Instituts in London                                           |
| Christof Gestrich                               | 1940                 | 2018       | evangelischer systematischer Theologe                                                                          |
| Hermann Gögler                                  | 1887                 | 1964       | Verwaltungsjurist, Staatssekretär                                                                              |
| Stephanie Gossger                               | 1975                 |            | Schauspielerin                                                                                                 |
| Johann Jakob Gradmann                           | 1750                 | 1817       | Geistlicher, Theologe und Pädagoge                                                                             |
| Friedemann Grieshaber                           | 1968                 |            | Bildhauer und Zeichner                                                                                         |
| Stefan Groh                                     | 1964                 |            | Archäologe |
| Peter Grotzer                                   | 1933                 | 1992       | Literaturwissenschaftler und Übersetzer                                                                        |
| Ní Gudix (eigentlich Gudrun Rupp)               | 1975                 |            | freie Literaturübersetzerin, Autorin und Literaturkritikerin                                                   |
| Karolin Hägele                                  | 1963                 |            | Malerin |
| Eugen Hagel                                     | 1884                 | 1953       | Jurist und Politiker, Landtagsabgeordneter                                                                     |
| Bonaventura Hager                               | 1873                 | 1954       | Ansichtskartenmaler und Ravensburger Original                                                                  |
| Johannes Haller                                 | 1988                 |            | Model und Unternehmer                                                                                          |
| Wolfgang Hamm                                   | 1944                 | 2022       | Komponist, Autor und Musikproduzent                                                                            |
| Emil Haussmann                                  | 1910                 | 1947       | SS-Sturmbannführer und Kriegsverbrecher                                                                        |
| Günter Heine                                    | 1952                 | 2011       | Jurist und Hochschullehrer                                                                                     |
| Heinrich der Löwe                               | 1129/30 oder 1133/35 | 1195       | Herzog von Sachsen und Bayern, angeblich auf der Ravensburg geboren                                            |
| Simon Henzler                                   | 1976                 |            | Fußballspieler                                                                                                 |
| Manfred Hepperle                                | 1931                 | 2012       | Mundartdichter, Zeichner und Kabarettist                                                                       |
| Julius Herburger                                | 1900                 | 1973       | Maler |
| Hugo Herrmann                                   | 1896                 | 1967       | Musiker und Komponist                                                                                          |
| Michael-Cornelius Hermann                       | 1966                 |            | Sozial-, Verwaltungs- und Medienwissenschaftler                                                                |
| Felix von Himpel                                | 1821                 | 1890       | katholischer Theologe, Rektor der Universität Tübingen                                                         |
| Milo Hoelz                                      | 2000                 |            | Sänger, bekannt als „Myle“                                                                                     |
| Jürgen Hohl                                     | 1944                 |            | Heimatkundler und Restaurator                                                                                  |
| Edeltraud Hollay                                | 1946                 |            | Politikerin (SPD), Landtagsabgeordnete 2005–2006                                                               |
| Sebastian Hölz                                  | 1972                 |            | Schauspieler (Großstadtrevier)                                                                                 |
| Gabriel Hummelberger                            | 1489                 | 1544       | Humanist, Mediziner                                                                                            |
| Michael Hummelberger                            | 1487                 | 1527       | Humanist, Jurist                                                                                               |
| Raimund Jehle                                   | 1966                 |            | Agrarökonom, bei den Vereinten Nationen tätig                                                                  |
| Bertram Kaes                                    | 1958                 | 2024       | Spieleerfinder und Organisator der Veranstaltung „Ravensburg spielt“                                           |
| Hermann Kah                                     | 1904                 | 1990       | Oberbürgermeister von Schwäbisch Gmünd, Verwaltungsgerichtsdirektor in Stuttgart                               |
| Jochem Kahl                                     | 1961                 |            | Ägyptologe |
| Rainer Kapellen                                 | 1963                 |            | Bürgermeister von Laupheim                                                                                     |
| Matthäus Karrer                                 | 1968                 |            | römisch-katholischer Geistlicher, Weihbischof in Rottenburg-Stuttgart                                          |
| Wolfgang Kessler                                | 1953                 |            | Journalist |
| Hermann Keuth                                   | 1888                 | 1974       | Landschaftsmaler, Grafiker, Kunsterzieher, Volkskundler und Landeskonservator                                  |
| Michael Kirn                                    | 1939                 | 2023       | Professor für Staatsrecht und Anthroposoph                                                                     |
| Konrad Kleinknecht                              | 1940                 |            | Physiker |
| Andreas Knitz                                   | 1963                 |            | Architekt und Künstler                                                                                         |
| Raimund Kolb                                    | 1945                 |            | Lehrer und Schriftsteller                                                                                      |
| Rudolf-Dieter Kraemer                           | 1945                 |            | Musikpädagoge                                                                                                  |
| Lisa Kränzler                                   | 1983                 |            | Schriftstellerin                                                                                               |
| Götz Kubitschek                                 | 1970                 |            | Publizist der Neuen Rechten                                                                                    |
| Franz Josef Kuhnle                              | 1926                 | 2021       | Theologe und Weihbischof                                                                                       |
| Michael Kupfer-Radecky                          | 1972                 |            | Opernsänger |
| Wilhelm Rudolf Kutter                           | 1818                 | 1888       | Ingenieur für Wasserbau                                                                                        |
| Gerhard Lang                                    | 1924                 | 2016       | Botaniker und Hochschullehrer                                                                                  |
| Otto Lanz                                       | 1867                 | 1929       | Forstmann und Numismatiker                                                                                     |
| Marie Lautenschlager                            | 1859                 | 1941       | Malerin |
| Alexander Leinsle                               | 1976                 |            | Eishockeyspieler                                                                                               |
| Bernhard Lieb                                   | 1894                 | 1978       | Landtagsabgeordneter                                                                                           |
| Sabine Liebig                                   | 1964                 |            | Historikerin                                                                                                   |
| Norbert Lins                                    | 1977                 |            | Europaabgeordneter mit Betreuungsgebiet Regierungsbezirk Tübingen                                              |
| Philipp Löhle                                   | 1978                 |            | Dramatiker |
| Martin Lutz                                     | 1943                 |            | Diplomat und 2005 bis 2008 Botschafter der Bundesrepublik Deutschland in Australien                            |
| Otto Maier                                      | 1852                 | 1925       | Verlagsgründer (Ravensburger)                                                                                  |
| Guido Mangold                                   | 1934                 |            | Fotograf und Fotojournalist                                                                                    |
| Christof Mannschreck                            | 1966                 |            | Drehbuchautor, Liedtexter und Redakteur                                                                        |
| Matthias Mansen                                 | 1958                 |            | Druckgraphiker                                                                                                 |
| Josef Marschall                                 | 1887                 | 1917       | Ansichtskartenmaler                                                                                            |
| Vinzenz Marschall                               | 1889                 | 1959       | Kunstmaler und Illustrator                                                                                     |
| Alfons Maurer                                   | 1927                 | 1992       | Politiker (CDU), Landtagsabgeordneter                                                                          |
| Harald Maus                                     | 1954                 |            | Filmkomponist                                                                                                  |
| Hans Mayer                                      | 1931                 | 1998       | Puppenspieler, bekannt als „Kasperle-Mayer“                                                                    |
| Theresa Merk                                    | 1989                 |            | Trainerin der Frauenmannschaft des SC Freiburg                                                                 |
| Johannes Merkel                                 | 1798                 | 1879       | Textilfabrikant und Firmengründer in Esslingen                                                                 |
| Christoph Meschenmoser                          | 1983                 |            | Radrennfahrer                                                                                                  |
| Martin Michler                                  | 1901                 | 1988       | Benediktiner in Beuron, Abt in Rio de Janeiro/Brasilien                                                        |
| Daniel Mijic                                    | 1969                 |            | Künstler |
| Konrad Miller                                   | 1844                 | 1933       | Geistlicher, Naturwissenschaftler und Kartographiehistoriker                                                   |
| Karl Otto Müller                                | 1884                 | 1960       | Archivar und Rechtshistoriker                                                                                  |
| Steffen Müller                                  | 1993                 |            | Eishockeyspieler                                                                                               |
| August Natterer                                 | 1868                 | 1933       | Art-Brut-Künstler                                                                                              |
| Ursula Ott                                      | 1963                 |            | Chefredakteurin von chrismon                                                                                   |
| Michael T. Otto                                 | 1969                 |            | Trompeter und Komponist                                                                                        |
| Oscar Pauli                                     | 1938                 | 2005       | Politiker (SPD), Landtagsabgeordneter                                                                          |
| Emmy Rebstein-Metzger                           | 1898                 | 1967       | Juristin |
| Wolfram Rehfeldt                                | 1945                 |            | Kirchenmusiker                                                                                                 |
| Dotschy Reinhardt                               | 1975                 |            | Jazz-Musikerin, Autorin und Menschenrechtlerin                                                                 |
| Cornelia Reusch                                 | 1980                 |            | Sängerin, bekannt als „Conny Bader“                                                                            |
| Charlotte Rezbach                               | 1995                 |            | Singer-Songwriterin, bekannt als „Lotte“                                                                       |
| Gabriele Rippl                                  | 1962                 |            | Literaturwissenschaftlerin                                                                                     |
| Linus Roth                                      | 1977                 |            | Geiger und Hochschullehrer                                                                                     |
| Mechthild Roth                                  | 1956                 |            | Biologin und Hochschullehrerin                                                                                 |
| Gustav von Rümelin                              | 1815                 | 1889       | Politiker, Sozialwissenschaftler und Statistiker                                                               |
| Otto Rundel                                     | 1927                 | 2010       | Jurist |
| Maria Rupp                                      | 1891                 | 1956       | Bildhauerin und Kunsthandwerkerin                                                                              |
| Christiane Sadlo                                | 1954                 |            | Drehbuchautorin, Dramaturgin und Journalistin (auch unter Pseudonym „Inga Lindström“)                          |
| Albert Sauer                                    | 1902                 | 1981       | Abgeordneter, Staatsminister und Oberbürgermeister                                                             |
| Hans Dietmar Sauer                              | 1941                 |            | Bankmanager und Präsident des VÖB                                                                              |
| Robert Schad                                    | 1953                 |            | Bildhauer |
| Hansjörg Schelle                                | 1930                 | 2018       | Literaturwissenschaftler                                                                                       |
| Peter Scherer                                   | 1943                 | 2022       | Archivar und Historiker                                                                                        |
| Moriz Schlachter                                | 1852                 | 1931       | Bildhauer und Altarbauer                                                                                       |
| Edmund Schneider                                | 1901                 | 1968       | Flugzeugkonstrukteur und Unternehmer                                                                           |
| Thekla Schneider                                | 1854                 | 1936       | Schriftstellerin                                                                                               |
| Theodor Schnell der Jüngere                     | 1870                 | 1938       | Bildhauer und Kirchenausstatter                                                                                |
| August Schuler                                  | 1957                 |            | Politiker |
| Matthias Schönwald                              | 1966                 |            | Historiker |
| Christof Schuler                                | 1965                 |            | Althistoriker und Epigraphiker                                                                                 |
| Klaus Schwab                                    | 1938                 |            | Ökonom, Gründer des Weltwirtschaftsforums                                                                      |
| Michael Schwarze                                | 1945                 | 1984       | Journalist, Redakteur der Frankfurter Allgemeinen Zeitung                                                      |
| Alara Şehitler                                  | 2006                 |            | Fußballspielerin                                                                                               |
| Theo Seiler                                     | 1949                 |            | Augenarzt und Physiker                                                                                         |
| Sigrid Siegele                                  | 1951                 | 2017       | Bildhauerin |
| Rahman Soyudogru                                | 1989                 |            | Fußballspieler                                                                                                 |
| Paul Spamann                                    | 1880                 | 1957       | Automobilrennfahrer                                                                                            |
| Julius Spohn                                    | 1841                 | 1919       | Textil- und Zementunternehmer und Mäzen                                                                        |
| Richard Spohn                                   | 1880                 | 1959       | Unternehmer und Mäzen                                                                                          |
| Walter Stahlecker                               | 1889                 | 1970       | Ministerialdirektor im Wirtschaftsministerium                                                                  |
| Paul Stiegele                                   | 1847                 | 1903       | Theologe und Landtagsabgeordneter                                                                              |
| Felix Strasser                                  | 1976                 | 2017       | Regisseur und Theaterpädagoge                                                                                  |
| Uwe Strübing                                    | 1956                 |            | Komponist |
| Ladislaus Sunthaym                              | um 1440              | 1512/13    | Historiker und Geograph                                                                                        |
| Jacob Suter                                     | um 1540              | um 1610    | Mediziner und Vertreter des Antitrinitarismus                                                                  |
| Ömer Toprak                                     | 1989                 |            | Fußballspieler                                                                                                 |
| Manuela Uhl                                     | 1966                 |            | Opernsängerin                                                                                                  |
| Richard Ulmer                                   | 1871                 | 1962       | Verleger |
| Daniel Unger                                    | 1978                 |            | Triathlet, ITU-Triathlon-Weltmeister 2007                                                                      |
| Rolf Verleger                                   | 1951                 | 2021       | Neurophysiologe und Funktionär im Zentralrat der Juden in Deutschland                                          |
| Heribert Wahl                                   | 1945                 |            | Theologe und Psychologe, Hochschullehrer                                                                       |
| Hermann Waibel                                  | 1925                 | 2024       | Künstler |
| Erich Fürst von Waldburg zu Zeil und Trauchburg | 1962                 |            | Unternehmer, Chef des Hauses Waldburg-Zeil                                                                     |
| Raphael Walzer                                  | 1888                 | 1966       | Benediktiner und Erzabt der Erzabtei Beuron                                                                    |
| Rudolf Walzer                                   | 1889                 | 1970       | Ingenieur, von 1932 bis 1945 Oberbürgermeister von Ravensburg                                                  |
| Michelle Weiß                                   | 2001                 |            | Fußballspielerin                                                                                               |
| Rolf Wicker                                     | 1965                 |            | Bildhauer |
| Konstantin Wieland                              | 1877                 | 1937       | Geistlicher und Jurist                                                                                         |
| Sylvia Wieland                                  | 1963                 |            | Sängerin und Schauspielerin                                                                                    |
| Wolfram Wilss                                   | 1925                 | 2012       | Sprachwissenschaftler                                                                                          |
| Ernst Wirth                                     | 1820                 | 1878       | Mitglied des Deutschen Reichstags                                                                              |
| Ute Wöllmann                                    | 1962                 |            | Bildende Künstlerin, Autorin, Akademieleiterin, Galeristin                                                     |
| Wilhelm Herzog von Württemberg                  | 1994                 |            | Unternehmer, Oberhaupt des Hauses Württemberg                                                                  |
| Irene Zimmermann                                | 1955                 |            | Jugendbuchautorin                                                                                              |
| Viktor Zoller                                   | 1912                 | 1947       | SS-Hauptsturmführer und Adjutant im KZ Mauthausen                                                              |

## Sonstige Personen mit Bezug zu Ravensburg
- Heinrich der Schwarze (1075–1126), Herzog von Bayern; starb in Ravensburg
- Ulrich von Schmalegg-Winterstetten (13. Jh.), Minnesänger aus Schmalegg
- Jörg Amann (um 1450 – nach 1521), Stadtarzt und Autor eines Pestbüchleins
- Heinrich Kramer (um 1430–1505), Verfasser des Hexenhammers; führte seinen ersten Hexenprozess in Ravensburg
- Jakob Russ (vor 1482 – nach 1506), Bildhauer, Bürger von Ravensburg
- Johannes Susenbrot (1484/85 – wohl 1542), Lateinlehrer in Ravensburg und europaweit beachteter Lehrbuchautor
- Jörg Ebert († vor 1582), Orgelbauer, Schöpfer der Orgel der Hofkirche Innsbruck, ab 1534 in Ravensburg ansässig
- Johann Caspar Bagnato (1696–1757), Baumeister, heiratete 1729 die Ravensburgerin Maria Anna Walser und erwarb die Bürgerrechte
- Eberhard August Georgii (1700–1742), Jurist, ab 1723 Syndikus von Ravensburg
- Johannes Bumüller (1811–1890), Gymnasialprofessor und Schriftsteller
- Carl Maier (1819–1867), Buchhändler und Verleger
- Adolf Walter (1829–1870), Landtagsabgeordneter und Rechtskonsulent; verstarb in Ravensburg
- Tobias Hafner (1833–1921), Lehrer, Schriftsteller und Lokalhistoriker; lebte und starb in Ravensburg
- Friedrich Krauß (1835–1921), Fabrikant und Naturforscher
- Theodor Schnell d. Ä. (1836–1909), Bildhauer und Kirchenausstatter, Gründer und Leiter eines „Ateliers für christliche Kunst“ in Ravensburg
- Friedrich Bumüller (1842–1914), Stadtarzt und Sanitätsrat
- Reinhold von Walter (1882–1965), deutschbaltischer Schriftsteller; verstarb in Ravensburg
- Siegfried Straub (1894–1915), Dichter; wuchs in Ravensburg auf
- Karl Müller (1897–1982), Politiker (SPD), Stadtrat, MdL, MdB; lebte in Ravensburg
- Fritz Diettrich (1902–1964), Schriftsteller, lebte 1948–1955 in Ravensburg
- Willi Burth (1904–2001), Kinobesitzer und für die Erfindung des „Burth’schen Tellers“ mit dem „Oscar“ ausgezeichnet; lebte ab 1934 in Ravensburg
- Jost Metzler (1909–1975), U-Boot-Kommandant; lebte und starb in Ravensburg
- Helmut Vetter (1920–1999), Apotheker und Unternehmer, Gründer von Vetter Pharma
- Paul Horn (1922–2016), Kantor an der Ev. Stadtkirche, Komponist, Musikwissenschaftler; starb in Ravensburg
- Josef W. Janker (1922–2010), Schriftsteller; lebte und starb in Ravensburg
- Willi Papert (1924–1980), Arrangeur, Dirigent, Komponist und Musiker; lebte in Oberzell
- Otto Julius Maier (* 1930), Unternehmer und IHK-Funktionär
- Peter Eitel (* 1938), Historiker und Stadtarchivar
- Hans Georgii (1938–2023), Richter, Stadtrat (SPD) in Ravensburg
- Nortrud Boge-Erli (* 1943), Kinderbuchautorin; wuchs in Ravensburg auf
- Wolfgang Volz (* 1948), Fotograf; wuchs in Ravensburg auf
- Erich Buck (* 1949), Europameister im Eistanzen; wuchs in Ravensburg auf
- Franz Schwarzbauer (* 1953), Literaturwissenschaftler und Kulturmanager, 2003–2019 Leiter des Kulturamts Ravensburg
- Oswald Metzger (* 1954), Politiker (CDU), ehemaliger MdB und MdL, Oberbürgermeisterkandidat von Ravensburg, lebt in Ravensburg
- Andreas Schockenhoff (1957–2014), Bundestagsabgeordneter der CDU für den Wahlkreis Ravensburg sowie stellvertretender CDU-Fraktionsvorsitzender im Bundestag; lebte in Ravensburg
- Christoph Theinert (* 1959), Violoncellist und Komponist
- Daniel F. Pinnow (* 1962), Managementexperte und Buchautor; lebt in Ravensburg
- Alfred Lutz (* 1963), Historiker
- Markus Theinert (* 1964), Tubist und Dirigent
- Andreas Schmauder (* 1966), Historiker und Stadtarchivar
- Cornelius Claudio Kreusch (* 1968), Jazzpianist, Produzent, Entrepreneur
- Nicole Fritz (* 1969), Kunstwissenschaftlerin, erste Leiterin des Kunstmuseums Ravensburg
- Michael Helming (* 1972), Schriftsteller; lebt in Ravensburg
- Simon Blümcke (* 1974), Kommunalpolitiker; 2016–2024 Erster Bürgermeister in Ravensburg
- Kay One (* 1984), Rapper; wuchs in Ravensburg auf
- Pablo Konrad y Ruopp (* 1991), Schauspieler; wuchs in Ravensburg auf
- Anna-Maria Wagner (* 1996), Judoka, deutsche Meisterin 2017 und 2018, Weltmeisterin 2021, wuchs in Ravensburg auf
- Alara Şehitler (* 2006), Fußballerin des FC Bayern München und der Deutschen Nationalmannschaft